# Miroslav Novák (lékař)

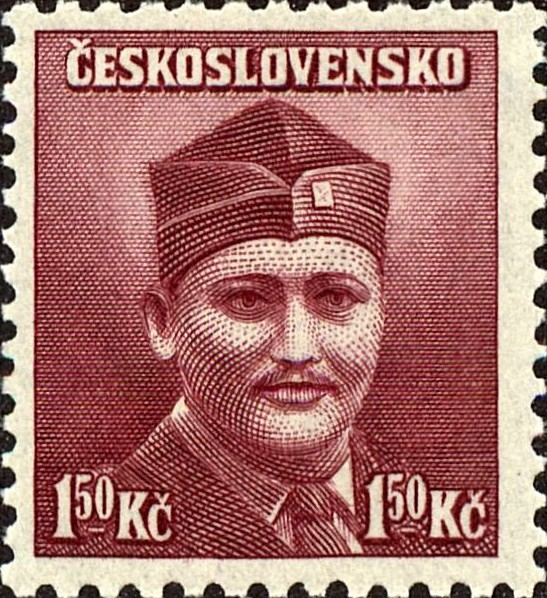
MUDr. Miroslav Novák na československé poštovní známce „Londýnské vydání“ pof.č. 396 (vydáno 1945)

Štábní kapitán zdravotní služby MUDr. Miroslav Novák (5. května 1906 Litomyšl – 7. ledna 1944 Londýn) byl československý vojenský lékař, zástupce přednosty zdravotní služby na exilovém ministerstvu národní obrany a šéflékař náhradního tělesa československé armády ve Velké Británii. Nositel Československé vojenské medaile Za zásluhy 1. stupně. Zemřel na následky autonehody.

## Životopis
Po absolvování reálného gymnázia v Kroměříži v letech 1917–1925 studoval na lékařské fakultě Univerzity Karlovy, kde promoval 31. ledna 1931. Již 1. dubna téhož roku nastoupil k prezenční vojenské službě, kde absolvoval Školu pro důstojníky zdravotnictva a lékárnictva v záloze. Po odchodu do zálohy se věnoval lékařské praxi v Kladně a Praze, aby se 1. dubna 1937 opět stal důstojníkem zdravotní služby z povolání na krčním, nosním a ušním oddělení Posádkové nemocnice na pražských Hradčanech. Při mobilizaci v září 1938 sloužil jako velitel 18. zdravotní roty. Po demobilizaci pracoval opět v civilním sektoru. V roce 1940 uprchl přes Slovensko a Maďarsko do Jugoslávie, kde byl na francouzském velvyslanectví zařazen do československé zahraniční armády. Následovala cesta přes Bejrút do Francie, kde v Agde vstoupil do zahraniční armády ve Francii. Působil jako šéflékař Dělostřeleckého pluku 1. a jako velitel na divizním obvazišti. Po porážce Francie pokračovala cesta Miroslava Nováka přes Gibraltar do Velké Británie, kde se krátce stal šéflékařem 2. pěšího praporu československé smíšené brigády. 4. listopadu 1940 byl přijat do RAF, kde mimo jiné působil jako Medical Officer u 311. bombardovací perutě. 7. března 1941 byl povýšen do hodnosti štábního kapitána zdravotnictva. 17. prosince 1941 odešel z RAF a nastoupil k náhradnímu tělesu 1. československé smíšené brigády, kde se postupně stal šéflékařem. Zároveň byl povolán na exilové ministerstvo národní obrany do Londýna do funkce zástupce přednosty zdravotní služby a úředního lékaře MNO. Mimo armádu pracoval i pro Československý červený kříž. Zahynul 7. ledna 1944 při tragické autonehodě a jeho ostatky jsou uloženy v krematoriu v Golders Green. Po válce byl povýšen do hodnosti podplukovníka in memoriam.